# Anders Björnberg
Anders Gustaf Torbjörn Björnberg, född den 3 oktober 1946 i Byarums församling, Jönköpings län, är en svensk präst.

## Biografi
Björnberg, som är prästson, avlade teologie kandidatexamen vid Lunds universitet 1971 och prästvigdes för Växjö stift samma år. Han var kyrkoadjunkt i Gislaveds pastorat 1972–1974, stiftsadjunkt på stiftsgården Tallnäs 1974–1978 och förste stiftsadjunkt i Växjö 1978–1983. Björnberg var pastor(at)sadjunkt och doktorand 1983–1991. Han promoverades till teologie doktor i Lund sistnämnda år. Björnberg blev samma år domprost i Västerås och 1999 kyrkoherde i Katarina församling i Stockholm.  Han var handläggare i kyrkokansliet för handboksarbetet 2008–2010. Björnberg var ledamot av Västerås domkapitel 1991–1999 och av Svenska kyrkans överklagandenämnd 2002–2005.